# Beringraja

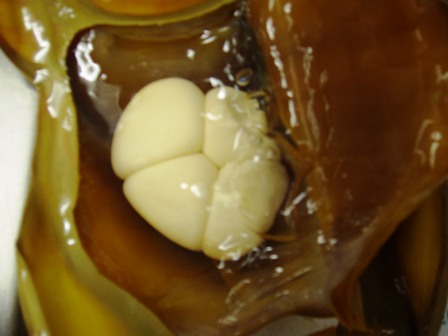
Geöffnete Eikapsel von Beringraja binoculata mit vier Embryos

Beringraja ist eine Fischgattung aus der Familie der Echten Rochen (Rajidae). Es sind zwei Arten bekannt, die im nördlichen Pazifik von Japan bis Baja California vorkommen. Die Gattung wurde im Jahr 2012 für Beringraja binoculata und Beringraja pulchra eingeführt, die vorher zur Gattung Raja gehörten. Das einzige, für die Stellung in einer eigenständigen Gattung aber entscheidende Merkmal ist die Tatsache, dass bei den beiden Rochenarten jede Eikapsel immer zwei oder mehr Embryos enthält. Beringraja-Arten werden 115 bis 244 cm lang.

## Arten
Zur Gattung Beringraja gehören zwei Arten:
- Beringraja binoculata (Girard, 1855)
- Beringraja pulchra (Liu, 1932)

Von 2016 bis wurden Beringraja aufgrund molekularbiologischer Daten vier weitere Rochenarten zugeordnet. Da diese aber das entscheidende Gattungsmerkmal, mehrere Embryos pro Eikapsel, nicht teilen, wurde für diese Rochenarten im Herbst 2022 die Gattung Caliraja eingeführt.